# Tõnu Viik

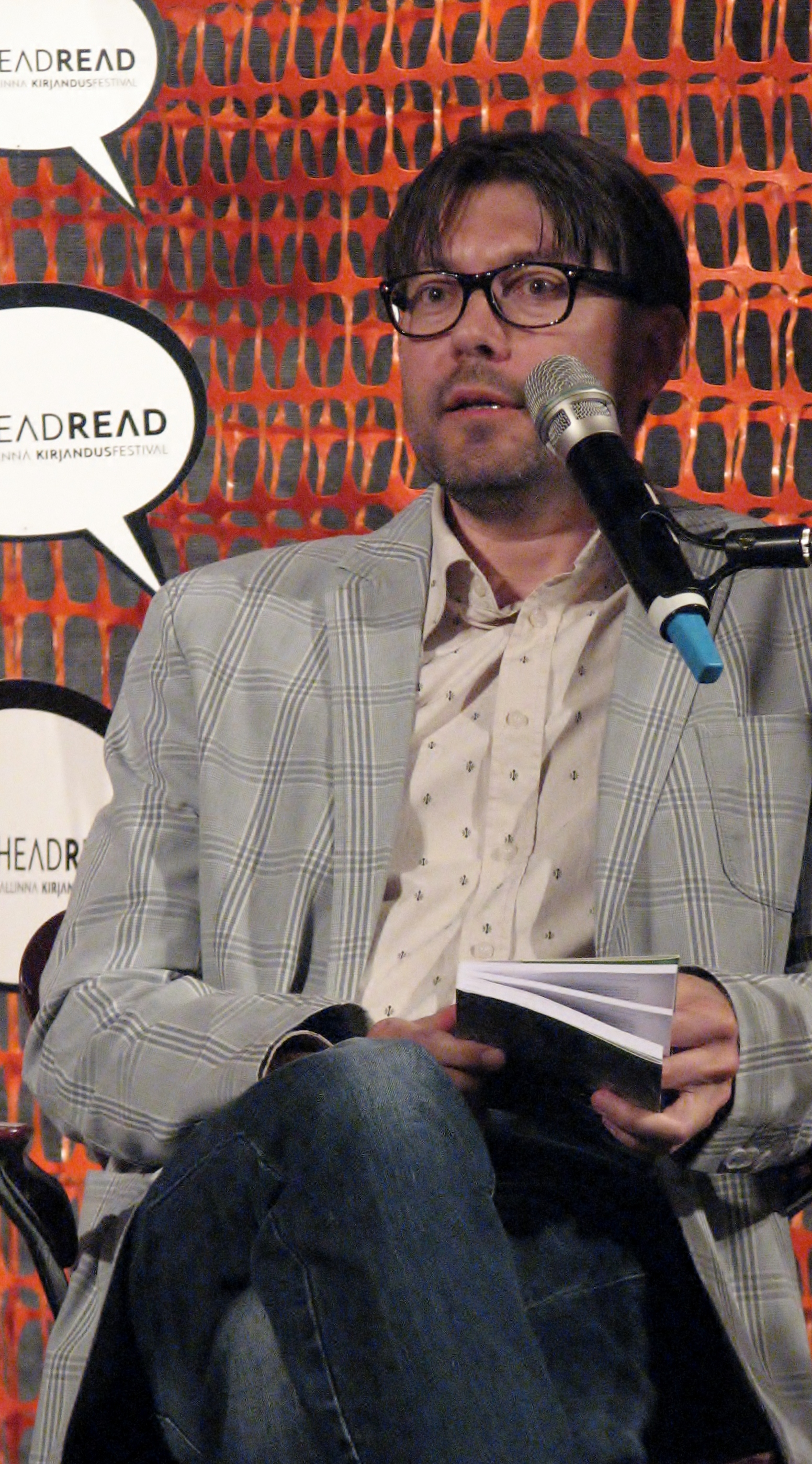
Tõnu Viik (2012)

Tõnu Viik (* 12. Juli 1968) ist ein estnischer Philosoph.
Von 1986 bis 1993 studierte Viik an der Lomonossow-Universität Moskau. Seine Doktorarbeit an der Emory University in Atlanta im Jahr 2003 behandelt Hegels Phänomenologie der Kultur. Seine Forschungsschwerpunkte sind Phänomenologie, Kulturtheorie und die Geschichte der Philosophie.
Seit 2004 ist Viik Professor an der Universität Tallinn (TLÜ), seit 2015 zusätzlich Institutsdirektor und seit Februar 2021 Rektor dieser Universität.
Viik ist Mitglied der Estnischen Akademie der Wissenschaften.